# Ungszenna
Ungszenna (szlovákul: Senné) község Szlovákiában, a Kassai kerület Nagymihályi járásában.

## Fekvése
Nagymihálytól 14 km-re délkeletre, az Okna és a Feketevíz összefolyásánál fekszik.

## Története
A régészeti leletek tanúsága szerint területe már a 9. században is lakott volt. A falutól északra fekvő „Gradište” dűlőnév arról is tanúskodik, hogy itt egykor kisebb erősség állt, mely a környező falvak lakóinak szolgálhatott menedékül.
A magyar állam megalapítása után ez a terület az ungi ispánsághoz, egyházilag pedig az egri püspökséghez tartozott. A település általában „Scinna”, „Zynna”, „Zenna” alakban szerepel az írott forrásokban. Királyi birtok, majd 1263-ban István ifjabb király Pány Jakabnak adományozta, akiknek utódai a 14. század közepéig voltak birtokosok a településen, majd később a pálosoké lett. Temploma valószínűleg már a 14. század előtt is állt, első említése azonban csak 1317-ben történt. András nevű papját 1335 körül a pápai tizedjegyzék említi először. Ez az első templom egészen a 16. század közepéig biztosan állt, titulusát azonban nem ismerjük. A falu a 16. században a ruszkai Dobó család birtoka, a templom pedig a 16. század második felében az evangélikusoké lett. A Dobók a faluban kúriát építettek, melyben alkalmanként tartózkodtak. A kúriához uradalmi major és kertészet is tartozott. A középkortól a templom mellett egyházi iskola is működött, melynek 1588-ból ismerjük az első tanítóját, Balázs Pált. Ebben az évben a faluban 23 háztartás volt, közülük négy család foglalkozott kézművességgel: két cipész, egy szabó és egy kerékgyártó. A 19 földművesből 10 jobbágy és 9 zsellér volt. A 16. században a szlovák lakossághoz ruszinok is települtek a községbe. 1718-ban a rekatolizált lakosság új templomot épített a régi templom helyén. A 18. századtól a község a báró Vécsey családé, majd az ungi uradalommal együtt a Csápy nemzetségé. 1740-ben a Petők is birtokot szereznek a faluban.
A 18. század végén, 1799-ben Vályi András így ír róla: „SZENNA. Tót falu Ungvár Várm. földes Urai több Uraságok, lakosai katolikusok, fekszik Ung vizéhez közel; határja jól termő.”
A 19. században a Sztárayaknak is volt itt birtoka. Fényes Elek 1851-ben kiadott geográfiai szótárában így ír a faluról: „Szenna, tót-orosz-magyar falu, Ungh vármegyében, Nagy-Mihályhoz délre 2 1/2 mfdnyire, 580 r., 238 g. kath., 2 evang., 3 ref., 22 zsidó lak., romai kath. paroch. templommal, b. Vécseynek kastélyával, termékeny földekkel, erdővel, vizimalommal. F. u. b. Vécsey.”
1920-ig Ung vármegye Nagykaposi járásához tartozott.

## Népessége
| Év:            | 1994. | 2004.   | 2014.   | 2024.   |
| -------------- | ----- | ------- | ------- | ------- |
| Emberek száma: | 716   | 736     | 725     | 731     |
| Eltérés:       |       | +2,79 % | -1,49 % | +0,82 % |

| Év:            | 2023. | 2024.   |
| -------------- | ----- | ------- |
| Emberek száma: | 723   | 731     |
| Eltérés:       |       | +1,10 % |

1910-ben 749, túlnyomórészt szlovák anyanyelvű lakosa volt.
2001-ben 751 lakosából 738 szlovák volt.
2011-ben 724 lakosából 712 szlovák volt.

## Neves személyek
- Itt született 1807-ben Roskoványi Ágoston váci, majd nyitrai püspök.
- Itt hunyt el 1774-ben Laho Ferenc ágostai evangélikus lelkész.
- Itt kutatott Štefan Danko szlovák zoológus, ornitológus.

## Nevezetességei
- Szűz Mária tiszteletére szentelt, római katolikus temploma a 14. századi gótikus templom felhasználásával 1718-ban épült. Tornyát 1808-ban készítették hozzá. 1909-ben tetőzete leégett és újjá kellett építeni. A templom a második világháborúban is megsérült. Utoljára 1995-ben újították meg, amikor Lourdes-i kápolnát létesítettek hozzá.
- A Vécsey-kastély a 17. században épült későreneszánsz stílusban, a 18. században megújították. 1990-ben újjáépítették.
- Határában terül el az 1974-ben létesített Szennai-tó, a horgászok kedvelt paradicsoma.